# Wiener-Cup 1931-1932
La Wiener-Cup 1931-1932 è stata la 14ª edizione della coppa nazionale di calcio austriaca.

## Quarti di finale
| Squadra 1        | Risultato   | Squadra 2       |
| ---------------- | ----------- | --------------- |
| 16 aprile 1932   |             |                 |
| Wiener SC        | 5 - 1       | SC Cricket-Frem |
| 17 aprile 1932   |             |                 |
| Wiener AC        | 4 - 4 (dts) | Slovan Vienna   |
| Brigittenauer AC | 2 - 7       | Admira Vienna   |
| Rapid Vienna     | 14 - 1      | Ostmark Vienna  |
| 28 aprile 1932   |             |                 |
| Slovan Vienna    | 0 - 2       | Wiener AC       |

## Semifinale
| Squadra 1     | Risultato | Squadra 2    |
| ------------- | --------- | ------------ |
| 5 maggio 1932 |           |              |
| Wiener SC     | 1 - 5     | Wiener AC    |
| Admira Vienna | 4 - 1     | Rapid Vienna |

## Finale
| Squadra 1      | Risultato | Squadra 2 |
| -------------- | --------- | --------- |
| 26 maggio 1932 |           |           |
| Admira Vienna  | 6 - 1     | Wiener AC |